# Aeschynomene rosei
Aeschynomene rosei är en ärtväxtart som beskrevs av Conrad Vernon Morton. Aeschynomene rosei ingår i släktet Aeschynomene och familjen ärtväxter. Inga underarter finns listade i Catalogue of Life.